# Flag Fen
Flag Fen (« Le Marais d’iris jaunes »), est un site préhistorique de l’Âge du bronze, probablement religieux, situé près de Peterborough, dans le Cambridgeshire, en Angleterre. Il est formé d’un grand nombre de sites disposés en cinq longues rangées (d'environ un kilomètre) reliant Whittlesey Island à Peterborough en passant à travers la tourbière humide. Parmi ces structures, une petite ile est présumée être le lieu des cérémonies religieuses.

## Historique
Le site de Flag Fen a été découvert en 1982 quand une équipe menée par l'archéologue Francis Pryor a mené une étude de digues dans le secteur, financée par l'English Heritage.

## Description
Au Xe siècle av. J.-C., le niveau du sol était beaucoup plus bas qu’aujourd’hui. L’accumulation des débris d’automne au fond du marais a fait monter son niveau d’un millimètre par an. Cela a causé l’ensevelissement de la structure et permis sa préservation. Les objets en bois et les bois de construction ont été préservés par leur enfouissement dans un milieu anoxique et saturé d’eau qui a évité leur décomposition.

## Vestiges
On a trouvé dans l'eau du marais des objets votifs, comme des poignards brisés dont les deux moitiés ont été retrouvées l’une sur l’autre. Cela appuie la théorie qui voit dans le site un lieu de culte.

## Techniques de conservation
En raison du drainage du secteur, beaucoup de bois sèchent et s’abiment, ce qui a nécessité une étude de conservation. Une section des poteaux est préservée en remplaçant la cellulose dans le bois par de l’eau et de la cire qui imprègne le bois au fil des ans. Cette technique est également employée pour préserver Seahenge. Une autre technique de conservation utilisée pour les bois de construction est la lyophilisation.

## Reconstitutions et musée
Un musée comprenant un espace d’expositions temporaires a été construit près du site. Dans la première salle, des bois de construction prélevés sur le site sont présentés ; leur dessiccation est empêchée par la projection d’un brouillard d’eau.
Le musée est accompagné d'une reconstitution in-situ de huttes de l’Âge du bronze et de l'Âge du fer, d'une allée préhistorique, et d’une section de la route romaine connue sous le nom de chaussée du marais qui croise le site. 